# نيل فاولر
نيل فاولر (بالإنجليزية: Neil Fuller)‏ هو منافس ألعاب قوى أسترالي، ولد في 2 أغسطس 1969 في شوريهام في المملكة المتحدة.

## روابط خارجية
- نيل فاولر على موقع النتائج التاريخية لألعاب القوى الأسترالية (الإنجليزية)
- نيل فاولر على موقع Paralympic.org (الإنجليزية)